# Brigada 37 Infanterie (1916-1918)
Brigada 37 Infanterie a fost o mare unitate de nivel tactic, care s-a constituit la 14/27 august 1916 prin mobilizarea unor unități și subunități de rezervă, din compunerea Comandamentului IV Teritorial: Regimentul 69 Infanterie - (Dorohoi) și Regimentul 77 Infanterie - (Botoșani). Brigada a făcut parte din organica  Diviziei 7 Infanterie.:p. 92
La intrarea în război, Brigada 37 Infanterie a fost comandată de generalul de brigadă Constantin Petala. În urma reorganizării armatei de la începutul anului 1917, brigada a fost desființată, regimentele componente au fost contopite în Regimentul 69/77 Infanterie, care a intrat în organica Brigăzii 27 Infanterie.

## Participarea la operații

### Campania anului 1916
În campania anului 1916 Brigada 37 Infanterie a participat la acțiunile militare în dispozitivul de luptă al Diviziei 7 Infanterie participând la Ofensiva în Transilvania, Operația de apărare a trecătorilor, Bătălia pentru București, Bătălia pentru București și Luptele de pe aliniamentul Râmnicu Sărat-Viziru.

## Ordinea de bătaie

### La mobilizarea din 1916
La declararea mobilizării, la 27 august 1916, Brigada 37 Infanterie a făcut parte din compunerea de luptă a Diviziei 7 Infanterie, alături de Regimentul 3 Vânători, Brigada 13 Infanterie, Brigada 14 Infanterie și Brigada 7 Artilerie. Ordinea de bătaie a brigăzii era următoarea:
- Brigada 37 Infanterie

- Regimentul 69 Infanterie
- Regimentul 77 Infanterie

## Comandanți
- General de brigadă Constantin Petala